# Bodegraven

Bodegraven (população: 19.478 em 2004) é uma cidade no oeste dos Países Baixos, na província de Holanda do Sul. O município abrange uma área de 38,50 km² (dos quais 1,02 km² é água).
O município de Bodegraven também inclui as seguintes cidades e vilas: Meije, Nieuwerbrug.